# Telluric Chaos
Telluric Chaos è un album dal vivo del gruppo proto-punk statunitense The Stooges, pubblicato nel 2005 dalla Skydog.

## Il disco
L'album documenta l'ultima data del primo tour giapponese del gruppo, precisamente la data del 22 marzo 2004, con l'esibizione al Shibuya Axe di Tokyo, Giappone. I pezzi eseguiti durante il concerto sono tratti principalmente dai primi due album (The Stooges e Fun House, quest'ultimo eseguito per intero), escludendo pezzi tratti da Raw Power. Sono inoltre presenti alcune tracce dall'album solista di Iggy Pop del 2003, Skull Ring, alla realizzazione del quale hanno partecipato i fratelli Asheton. È inclusa anche la canzone inedita My Idea of Fun, versione primordiale dell'omonimo pezzo presente nell'album del 2007 degli Stooges, The Weirdness.

## Tracce
- Tutte le canzoni sono scritte da Iggy Pop, Ron Asheton, Scott Asheton, e Dave Alexander eccetto ove indicato

1. Loose - 3:56
2. Down on the Street - 4:23
3. 1969 - 3:40
4. I Wanna Be Your Dog - 5:37
5. TV Eye - 5:11
6. Dirt - 3:52
7. Real Cool Time - 3:08
8. No Fun - 4:12
9. 1970 - 6:14 (Pop/Asheton/Asheton/Alexander/MacKay)
10. Fun House/L.A. Blues - 7:19 (Pop/Asheton/Asheton/Alexander/MacKay)
11. Skull Ring - 5:07 (Pop/Asheton/Asheton)
12. Dead Rock Star - 4:18 (Pop/Asheton/Asheton)
13. Little Electric Chair - 5:16 (Pop/Asheton/Asheton)
14. Little Doll - 5:07
15. My Idea of Fun - 5:04 (Pop/Asheton/Asheton/Watt/MacKay)
16. I Wanna Be Your Dog (versione alternativa, nota anche come Double Dog) - 3:50
17. Not Right - 3:07